# Madeta

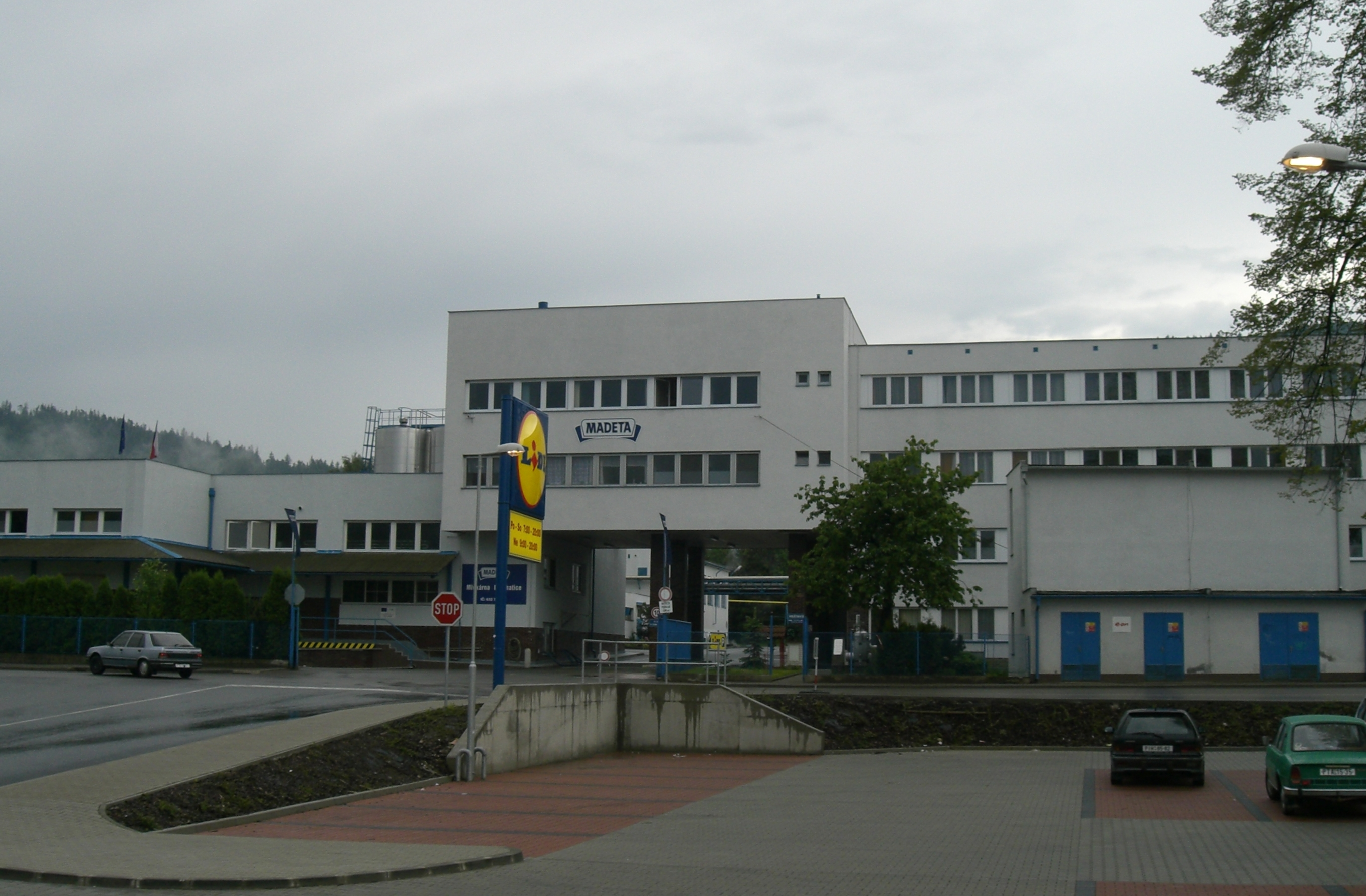
Zakład Madety w Prachaticach

MADETA a. s. – czeskie przedsiębiorstwo spożywcze, działające na rynku mleka i przetworów mlecznych. Zakłady należące do firmy przetwarzają około półtora miliona litrów mleka dziennie, w ofercie pozostaje około 240 wyrobów, w tym eksportowane do 15 krajów.

## Historia
Przedsiębiorstwo powstało w 1902 r. w Taborze jako spółdzielnia mleczarska pod nazwą Mlékárenské družstvo táborské (Mleczarska Spółdzielnia Taborska). W cztery lata później powstała obecna nazwa, jako akronim poprzedniej. W 1913 Madeta była największym przetwórcą mleka w Czechach. Znacjonalizowana została w 1948 r. Po aksamitnej rewolucji w 1992 r. doszło do restrukturyzacji przedsiębiorstwa, a w 2002 stało się ono spółką akcyjną MADETA a.s.
Zakłady znajdują się w następujących miejscowościach: České Budějovice, Český Krumlov, Jindřichův Hradec, Planá nad Lužnicí, Pelhřimov, Prachatice, Řípec i Strakonice. Przedsiębiorstwo posiada także spółki-córki, które zajmują się np. transportem lub pozyskiwaniem surowców.